# Miloš Bojović (cestista 1938)
Miloš Bojović (in serbo Милош Бојовић?; Pristina, 25 giugno 1938 – Belgrado, 5 agosto 2001) è stato un cestista, allenatore di pallacanestro e giornalista jugoslavo.

## Carriera
Con la Jugoslavia ha disputato due edizioni dei Campionati europei (1963, 1965).